# Kasteel Vastseliina
Kasteel Vastseliina, ook bekend als Vastseliina piiskopilinnus in het Estisch en Neuhausen in het Duits, was oorspronkelijk een versterking van de Lijflandse Orde en behoorde tot het Bisschopsdomein Dorpat. Het werd gebouwd vóór 1342 door Landmeister Burkhard von Dreileben als onderdeel van de grensverdediging van Oud-Lijfland tegen Novgorod, Pskov en later Moskou.
De ruïnes van het kasteel bevinden zich in Estland, tegenwoordig Vastseliina, in het dorp Vana-Vastseliina, in de provincie Võrumaa. Tijdens de middeleeuwen stond het kasteel bekend om de heilige kruis in zijn kapel en diende het als een veelbezochte bestemming voor pelgrims, die volgens het decreet van Paus Innocentius VI na een bezoek absolutie ontvingen voor 1 jaar en 40 dagen.
Het kasteel werd verwoest tijdens de Grote Noordse Oorlog door de legers van Peter de Grote. Tegenwoordig hebben bezoekers de mogelijkheid om de overgebleven ruïnes te verkennen, waaronder de kasteeltoren. Ook organiseren ze culturele evenementen, zoals avondconcerten.